# Pholcus changli
Espèce
Pholcus changli est une espèce d'araignées aranéomorphes de la famille des Pholcidae.

## Distribution
Cette espèce est endémique du Hebei en Chine,. Elle se rencontre dans le xian de Changli.

## Description
Le mâle holotype mesure 6,00 mm et la femelle paratype 5,66 mm.

## Systématique et taxinomie
Cette espèce a été décrite par Yao en 2024.

## Étymologie
Son nom d'espèce lui a été donné en référence au lieu de sa découverte, le xian de Changli.

## Publication originale
- Li, Zhang & Yao, 2024 : « A new spider species of the Pholcus yichengicus species group (Araneae, Pholcidae) from Hebei Province, northern China. » Biodiversity Data Journal, vol. 12, no e141640, p. 1-7 (texte intégral).